# Сиырколь
Сиырколь (каз. Сиыркөл) — озеро (по другим данным — заболоченное урочище) в Костанайском районе Костанайской области Казахстана. Находится в 1 км к югу от села Семеновка.
По данным топографической съёмки 1957 года, площадь поверхности озера составляет 3,19 км². Наибольшая длина озера — 3,3 км, наибольшая ширина — 1,8 км. Длина береговой линии составляет 11 км, развитие береговой линии — 1,72. Озеро расположено на высоте 203,5 м над уровнем моря.